# 日産サティオ湘南
株式会社日産サティオ湘南（にっさんサティオしょうなん）とは、神奈川県平塚市に本社を置く日産自動車の販売会社である。

## 事業所
- ユーカーマーケット平塚 - 平塚市四之宮2-3-67
- 平塚旭店 - 平塚市根坂間210-1
- 平塚田村店 - 平塚市田村5-24-22
- 本社平塚店 - 平塚市宮松町3-23
- 鎌倉手広店 - 鎌倉市笛田1-2-41
- 湘南台店 - 藤沢市湘南台1-31-4
- 藤沢鵠沼店 - 藤沢市本鵠沼4-3-8
- ユーカーマーケット小田原 - 小田原市飯泉499
- 西湘小田原店 - 小田原市国府津2899-1
- ユーカーマーケット茅ヶ崎 - 茅ヶ崎市本村5丁目6-23
- 茅ヶ崎店 - 茅ヶ崎市十間坂3-19-15
- 上鶴間店 - 相模原市南区上鶴間本町7-35-45
- 相模原中央店 - 相模原市中央区横山2-11-12
- 相模原店 - 相模原市中央区由野台1-26-4
- 厚木愛甲店 - 厚木市船子32-1
- 厚木店 - 厚木市妻田北1-7-16
- 大和店 - 大和市鶴間1-32-1
- 伊勢原店 - 伊勢原市白根597-1
- 座間店 - 座間市相模が丘1-15-44
- 綾瀬店 - 綾瀬市小園1017-1
- 秦野中井店 - 足柄上郡中井町井ノ口2769-2
- 足柄店 - 足柄上郡開成町牛島177-1
- 愛川店 - 愛甲郡愛川町中津3450-1

## コマーシャル
日産サニー時代のラジオCMでは、歌詞に湘南・西湘地域の海岸名（由比ヶ浜や片瀬海岸など）が入ったCMソングがオンエアされていた。

## 神奈川県内の他日産車販売店
- 神奈川日産自動車
- 日産プリンス神奈川販売